# Jakub Stuart, vévoda z Cambridge
Jakub Stuart (12. července 1663 – 20. června 1667) byl druhým synem krále Jakuba II. Stuarta (v té době vévody z Yorku) a jeho první manželky Anny Hydeové. V roce 1664 se jako kojenec stal prvním vévodou z Cambridge a baronem z Dauntsey. Tyto tituly mu věnoval jeho strýc Karel II., který byl v té době králem. Jako vévoda dostával ročně od krále 3 000 pencí.

## Život
Jakub se narodila dne 12. července 1663 v St James's Palace v Londýně. Byl druhým synem a prvním přeživším dítětem Jakuba II. Stuarta a jeho první manželky Anny Hydeové. Byl vnukem krále Karla I. Stuarta a pravnukem francouzského krále Jindřicha IV. O deset dní později byl pokřtěn Gilbertem Sheldonem, arcibiskupem z Canterbury. Jeho kmotry se stali jeho strýc a v té době vládnoucí král Karel II., a jeho dědeček z matčiny strany Edward Hyde, 1. hrabě z Clarendonu. Během křtu jej držela na rukou Mar Fairfax, vévodkyně z Buckinghamu.
Jakub byl prapravnukem skotského krále Jakuba VI. Stuarta, který byl zároveň prvním králem Anglie z rodu Stuartovců. Během Anglické občanské války uprchl jeho strýc Karel II. do Francie. Tři roky před Jakubovým narozením byl však povolán zpět a tak se Jakub narodil jako synovec krále. Během Jakubova života byl jeho otec členem anglikánské církve a všechny jeho děti byly vychovávány podle církevních hodnot. Dva roky po smrti Jakuba jeho otec konvertoval k římskokatolické církvi.
Dne 23. srpna 1664 byl Jakub jmenován vévodou z Cambridge a baronem z Dauntesey svým strýcem Karlem II. Tento titul nesli celkem čtyři synové Jakuba II., oficiálně však byli jmenováni jen Jakub a po jeho smrti jeho bratr Edgar. Tento titul dostávali běžně ti synové, kteří se měli stát v budoucnu králi. V roce 1665 se však narodila Anna, která byl tou, která se nakonec stala anglickou a skotskou královnou. Byla také jedinou sestrou Jakuba, která se narodila během jeho krátkého života. V roce 1666 se narodil ještě velmi krátce žijící bratr, který nesl titul vévody z Kendalu.
Dne 3. prosince 1666 byl Jakub pasován rytířem Podvazkového řádu. U kulatého stolu, kde se scházel král Karel II. s ostatními rytíři jej zastupoval James Scott (sedmnáctiletý nelegitimní bratranec Jakuba a syn krále Karla II.) nebo Edward Montagu. Jakub se osobně účastnil jen pasování, kdy mu řád okolo krku dal princ Ruprecht Falcký. Nakonec král políbil Jakuba a tím ceremoniál skončil. V té době to vyvolalo ve společnosti nepokoje, jelikož měl král pouze nelegitimní potomky mimo manželství a tímto ceremoniálem dal najevo, že dědicem trůnu je jeho synovec, nikoliv syn. V květnu roku 1665 podepsal král patent, ve kterém se zavázal k vyplácení 3 000 pencí ročně malému Jakubovi. Tyto peníze nemohl sám osobně spravovat až do svých čtrnáctých narozenin, do té doby je dostávali jeho rodiče nebo jeho vychovatelky.

## Smrt
Ke konci dubna roku 1667 Jakub vážně onemocněl. Pravděpodobně se jednalo o neštovice nebo dýmějový mor. Očitý svědek Samuel Pepys uvedl, že vévoda z Cambridge je plný skvrn a jeho doktor Frazier nevěděl, jak tuto nemoc léčit. Dne 22. května onemocněl i vévoda z Kendalu, který trpěl křečemi a nakonec zemřel. Jakub byl přesunut do Richmondu, aby nemohl nakazit ostatní členy královské rodiny. Jeho matka se velmi bála o jeho život poté, co zemřel i vévoda z Kendal. Podle Pepysových zápisků rodina ztratila víru v uzdravení Jakuba již v červnu a nakonec v to přestali doufat i poddaní v království. Nicméně 9. června 1667 bylo oznámeno, že vévoda z Cambridge se zotavuje a předpokládá se, že přežije.
Jakub však 20. června zemřel, což šokovalo celý národ. Jakub II. Stuart, v té době stále ještě vévoda z Yorku, po jeho smrti neměl žádné další mužské potomky. Z Westminsterského paláce nevyšel až do jeho pohřbu o šest dní později. Jakub byl pohřben ve Westminster Abbey.

## Následky
Pepys napsal, že během Jakubovy nemoci byli Angličané velmi znepokojeni tím, co se stane v případě jeho smrti, a byli zklamáni, že skutečně zemřel. Král ani nevydal oficiální prohlášení a nenařídil dvoru smutek.
Titul vévody z Cambridge a barona z Dauntsey byl po smrti Jakuba neobsazený. Ke konci roku byl poté předán jeho bratru Edgarovi.
Portrét Jakuba byl vyhotoven na přání Lady Mary, pozdější královny Marie II. Stuartovny a byl vystaven na hradě Windsor.